# Ситемка
Ситемка — село в Советском районе Кировской области в составе Греховского сельского поселения. 

## География
Находится в левобережной части района на расстоянии примерно 16 километров по прямой на восток-северо-восток от районного центра города Советск.

## История
Известно в 1873 году как деревня Сухая Ситьменка (Метелево), где было дворов 22 и жителей 175, в 1905 (уже село Богословское или Ситемка) 32 и 186, в 1926 33 и 136, в 1950 34 и 87 соответственно, в 1989 проживало 309 жителей. Настоящее название закрепилось с 1950 года. Троицкая деревянная церковь построена была в 1862 году (в 1909 каменная). 

## Население
Постоянное население составляло 174 человека (русские 94%) в 2002 году, 30 в 2010.